# Robert Montgomery-Cederhielm
Robert Nils Germund Montgomery-Cederhielm, född 4 december 1820 i Jakob och Johannes församling, Stockholm, död 20 april 1888 i Stockholm (folkbokförd i Lännäs församling, Örebro län), var en svensk godsägare och politiker.

## Biografi
Montgomery-Cederhielm avlade kansliexamen i Uppsala 1839, blev underlöjtnant vid Livgardet till häst 1841 men tog avsked redan 1844 för att ägna sig åt skötseln av sina omfattande egendomar, bland annat Segersjö. Han ägde även Styrsta i Lännäs socken och Köpsta i Stora Mellösa socken. Han ägde vidare fastigheten 19 på Grev Turegatan i Stockholm. 1877 köpte han även godset Djursholm.
Montgomery-Cederhielm var en aktiv deltagare i Riddarhusets överläggningar under samtliga ståndsriksdagar från och med 1847–1848 års riksdag och tillhörde statsutskottet 1854–1866, 1868–1870, 1872, 1875–1885 och 1887, konstitutionsutskottet 1871 och säskilda utskott 1871, 1873 och 1878. Han var en av dem som motsatte sig representationsreformen 1866 (övergången från ståndsriksdag till tvåkammarriksdag), men kom att fortsätta som riksdagsman även efter denna, ända fram till sin död, då som ledamot av första kammaren, invald i Örebro läns valkrets.
Starkt konservativ förespråkade Montgomery-Cederhielm nitiskt sparsamhet i statsfinanserna samt frihandel – vid ett tillfälle 1887 var han så sjuk att han inte själv kunde ta sig till plenisalen, men såg då till att han blev buren dit så att han kunde rösta emot införandet av spannmålstullar. Han tillhörde de ledande i den grupp i första kammaren (Lantmannapartiets filial) som samarbetade med andra kammarens Lantmannaparti.
Montgomery-Cederhielm var flitigt engagerad i kommittéarbete, bland annat i den så kallade lindringskommittén 1867–1868, kommittén angående skjutsväsendets ordnande 1876–1877 samt i skatteregleringskommittén 1879–1883. Montgomery-Cederhielm var också ledamot av Örebro läns landsting 1864–1887, vars ordförande han var 1869–1870 och från 1872. År 1884 blev han hedersledamot av Lantbruksakademien.

### Familj
Robert Montgomery-Cederhielm var son till Josias Montgomery-Cederhielm och Mathilda d'Orozco. Robert Montgomery-Cederhielm gifte sig 11 juli 1844 med Cecilia Nordenfeldt (1824–1905), dotter till kammarherren Olof Nordenfeldt och Sofia Wærn. De fick tillsammans barnen Cecilia Montgomery-Cederhielm (1845–1910) som var gift med kammarherren Arnold Celsing (1836–1915), attachén Hugo Montgomery-Cederhielm (1847–1872), Matilde Montgomery-Cederhielm (1849–1856), kammarherren Robert Montgomery-Cederhielm (1851–1932), Sofie Montgomery-Cederhielm (1853–1925) som var gift med generaltulldirektören Staffan Cederschiöld, Margareta Montgomery-Cederhielm (1855–1929) som var gift med godsägaren Adolf Nils Carl Mörner af Morlanda, John Artur Montgomery-Cederhielm (1857–1873), löjtnanten William Cecil Montgomery-Cederhielm (1859–1921), kanslirådet Josias Montgomery-Cederhielm (född 1862) och Rikard Montgomery-Cederhielm (1865–1889).